# Jiří Petráček (fotbalista)
Jiří Petráček (8. dubna 1946- 7. října 2021) byl český fotbalový brankář. Po skončení aktivní kariéry působil jako dlouholetý rozhodčí.

## Fotbalová kariéra
V československé lize hrál za SU Teplice. Nastoupil v 1 ligovém utkání. Dlouholetý náhradník Jiřího Sedláčka a opora B-týmu Teplic v letech 1967–1977.

## Ligová bilance
| Ročník                                     | Zápasy | Góly | Klub       |
| ------------------------------------------ | ------ | ---- | ---------- |
| 1. československá fotbalová liga 1975/1976 | 1      | 0    | SU Teplice |
| CELKEM                                     | 1      | 0    |            |